# Rivière Shigawake
Pour les articles homonymes, voir Shigawake.
La Rivière Shigawake coule dans les municipalités de Saint-Godefroi et de Shigawake, dans la municipalité régionale de comté (MRC) Bonaventure, dans la région administrative de la Gaspésie-Îles-de-la-Madeleine, au Québec, au Canada.
La "rivière Shigawake" est un affluent de la rive Nord de la Baie-des-Chaleurs ; cette dernière s'ouvre à son tour vers l'Est sur le golfe du Saint-Laurent.

## Géographie
La "rivière Shigawake" prend sa source de ruisseaux dans la partie Est de la municipalité de Saint-Godefroi. Cette source est située sur le versant Est de la ligne de départage des eaux ; la rivière Saint-Godefroi drainant le versant Sud, la rivière Fusèbe le versant Ouest et la Petite rivière Port-Daniel le versant Nord-Est. Le cours de la « rivière Shigawake » coule plus ou moins en parallèle du côté Est de la rivière Saint-Godefroi.
Cette source de la rivière est située à :
- 0,2 km à l'Ouest de la limite Est de la municipalité de Shigawake ;
- 2,1 km au Nord-Ouest du hameau de Huard, situé dans la partie Ouest de la municipalité de Shigawake ;
- 7,9 km au Nord du pont de la route 132 qui enjambe l’embouchure de la « Rivière Shigawake », au village de Shigawake.

À partir de sa source, la "Rivière Shigawake" coule sur 16,5 km d'abord vers l'Est, puis vers le Sud dans une plaine, répartis selon les segments suivants :
- 0,5 km vers le Sud-Est, jusqu'à la limite de la municipalité de Shigawake ;
- 4,3 km vers le Nord-Est dans le 5e rang de Shigawake, jusqu'à la confluence d'un ruisseau (venant du Nord) ;
- 2,3 km vers le Sud, jusqu’au pont du chemin du 4e rang ;
- 2,0 km vers le Sud, jusqu'au pont du chemin du 3e rang ;
- 2,3 km vers le Sud, jusqu'au pont du chemin du 2e rang ;
- 2,3 km vers le Sud, jusqu'au pont de la route Kruse et du chemin du 2e rang ;
- 0,6 km vers le Sud, jusqu'à la confluence d'un ruisseau (venant du Nord-Ouest) ;
- 1,3 km vers le Sud, jusqu'au chemin ferroviaire du Canadien National ;
- 0,9 km vers le Sud-Est en traversant sous le pont de la route 132, jusqu'à la confluence de la rivière[2].

La "Rivière Shigawake" se déverse sur la rive Nord de l'Anse de Shigawake au cœur du village de Shigawake. Cette anse de la rive Nord de la Baie-des-Chaleurs est délimitée du côté Est par la « Pointe Smith ».
La confluence de la rivière est située à :
- 5,0 km au Nord-Est de l'embouchure du barachois de la confluence de la rivière Paspébiac ;
- 3,5 km au Sud-Ouest de la limite de la municipalité de Port-Daniel-Gascons ;
- 4,2 km au Nord-Est de la limite de la municipalité de Saint-Godefroi.

## Toponymie
Le toponyme "Rivière Shigawake" a été officialisé le 5 décembre 1968 à la Commission de toponymie du Québec.